# Christel Rogiers
Christel Rogiers (9 maart 1963) is een Belgische voormalige atlete, die gespecialiseerd was in de lange afstand. Zij veroverde twee Belgische titels.

## Biografie
Rogiers werd in 1990 bij haar debuut op deze afstand Belgisch kampioene op de marathon. Een jaar later verlengde ze deze titel tijdens de marathon van Londen met een nieuw persoonlijk record van 2:33.36. In 1995 nam ze deel aan het  wereldkampioenschap halve marathon. Ze werd eenentachtigste.
Rogiers was aangesloten bij Looise Atletiekvereniging.

## Belgische kampioenschappen
| Onderdeel | Jaar       |
| --------- | ---------- |
| marathon  | 1990, 1991 |

## Persoonlijk record
| Onderdeel | Prestatie | Datum         | Plaats |
| --------- | --------- | ------------- | ------ |
| marathon  | 2:33.41   | 21 april 1991 | Londen |

## Palmares

### halve marathon
- 1991: 10e City-Pier-City Loop – 1:14.06
- 1993: 7e City-Pier-City Loop – 1:16.19
- 1995: 81e WK te Montbéliard – 1:22.37

### marathon
- 1990  BK AC te Nijvel – 2:53.13
- 1991  BK AC te Londen – 2:33.36 (16e overall)
- 1993  marathon van Lyon – 2:34.04
- 1993: 9e marathon van New York – 2:38.41